# Litomyšl
Litomyšlⓘ, forma spolszczona Litomyśl (niem. Leitomischel) – miasto w Czechach, w kraju pardubickim. Według danych z 31 grudnia 2003 liczba jego mieszkańców wynosiła 10 146 osób.
W mieście jest stacja kolejowa Litomyšl.

## Historia

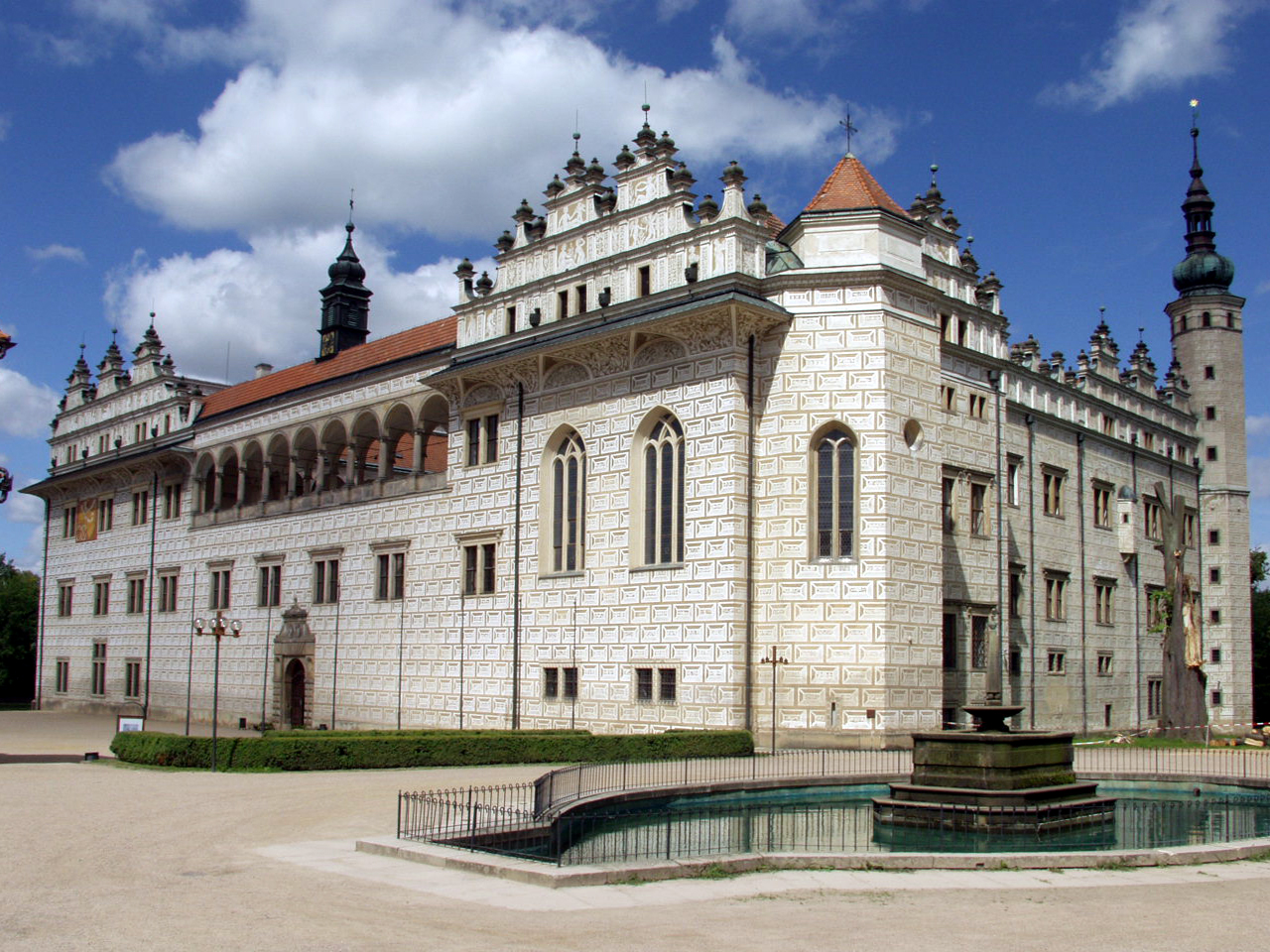
Zamek

Historia Litomyšli sięga roku 981, kiedy na drodze łączącej Czechy z Morawami wybudowano zamek graniczny. W roku 1098 przy zamku ulokowano klasztor benedyktynów, fundacji księcia Brzetysława II, przejęty później przez premonstratensów sprowadzonych w 1145 roku przez ołomunieckiego biskupa Jindřicha Zdíka i króla Władysława II (klasztor premonstratensów obecnie nie istnieje, a na jego miejscu stoi renesansowy pałac). W roku 1259 miejscowość otrzymuje prawa miejskie, a w 1344 powstaje tutaj biskupstwo. Lata świetności miasta przypadają na wiek XVI. W wiekach późniejszych, na skutek pożarów i powodzi, miasto podupada. W Litomyšli pracował jako nauczyciel pisarz Alois Jirásek, który osadził w tym mieście akcję między innymi powieści Filosofská historie.

## Atrakcje turystyczne
- pałac w Litomyšli – renesansowy zamek z lat 1567–1585. Od 1999 jest światową pamiątką UNESCO.
- kościół augustianów pw. Podwyższenia Krzyża Świętego – wzniesiony w latach 1356–1378, przebudowany w 1601
- klasztor pijarów z kościołem Znalezienia Krzyża Świętego – wzniesiony w 1714; także gimnazjum pijarów
- pomnik Bedřicha Smetany (1824–1884) – upamiętnienie znanego kompozytora urodzonego w Litomyšli
- Portmoneum – dom celnika Josefa Portmana z malowidłami Josefa Váchala
- pomnik przyrody Nedošínský háj – na zachód od miasta
- Synagoga w Litomyšli

## Osiedla (części miasta) oraz dane demograficzne
Litomyšl-miasto, Kornice, Lány, Nedošín, Nová Ves u Litomyšle, Pazucha, Pohodlí, Suchá, Zahájí, Záhradí
| Rok             | 1970 | 1980   | 1991   | 2001   | 2003   |
| --------------- | ---- | ------ | ------ | ------ | ------ |
| Liczba ludności | 8884 | 10 253 | 10 187 | 10 358 | 10 146 |

## Osoby związane z Litomyšlą
- Eliška Klimková-Deutschová – czeska neurolog oraz wykładowca
- Bedřich Smetana – czeski kompozytor epoki romantyzmu

## Miasta partnerskie
- Keszthely (Węgry)
- Levoča (Słowacja)
- Łańcut (Polska)

## Galeria

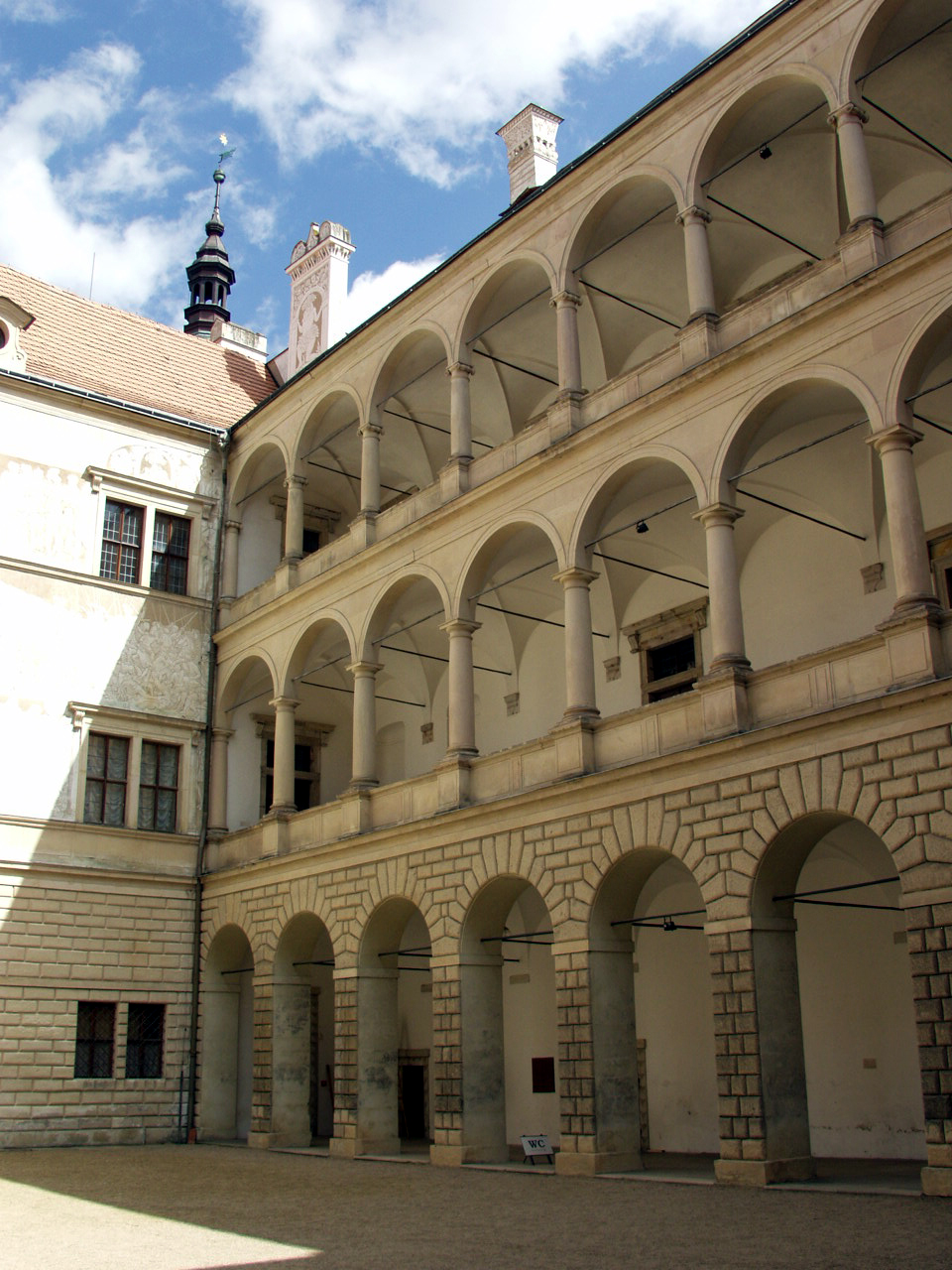
Zamek
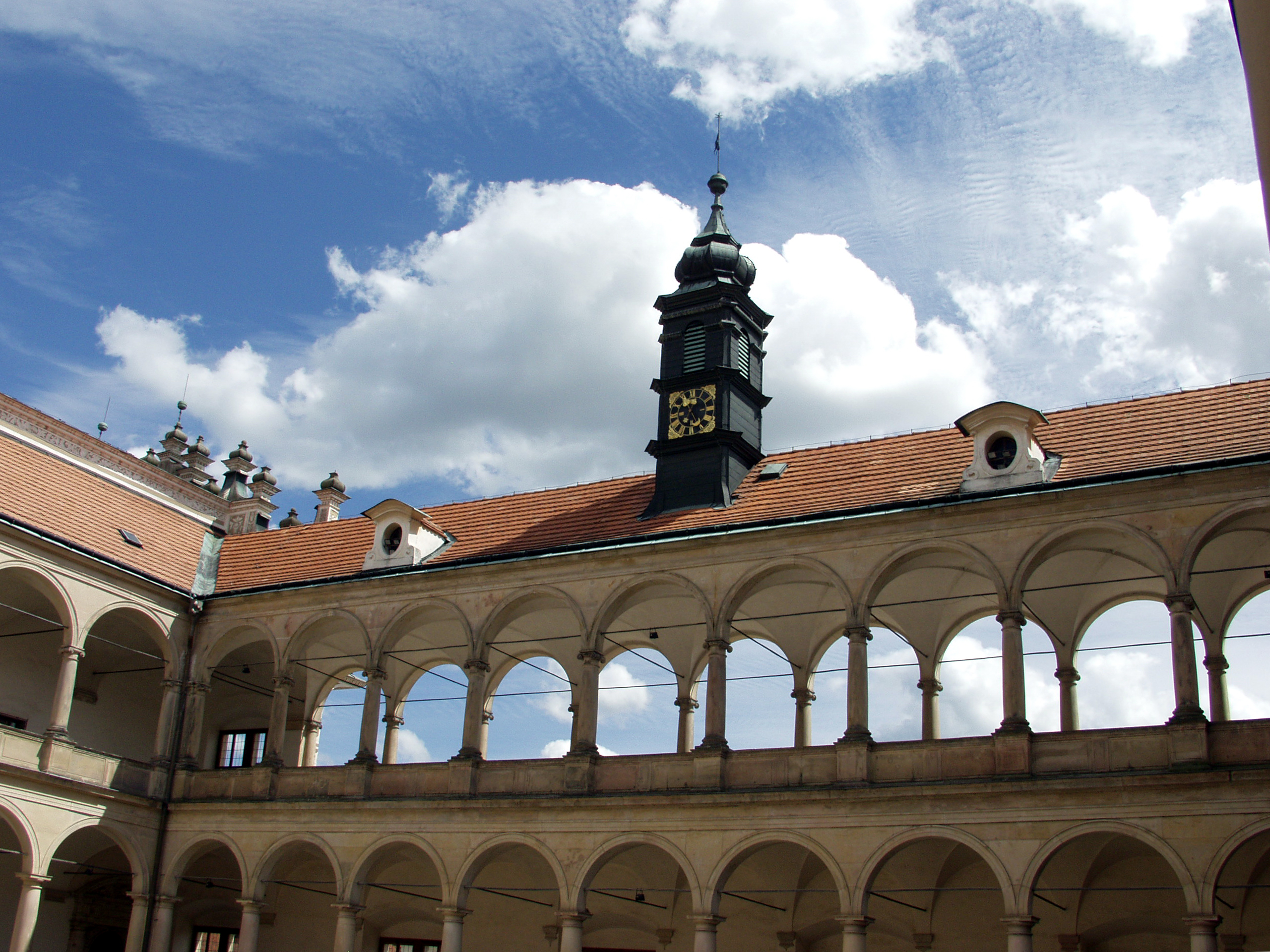
Zamek
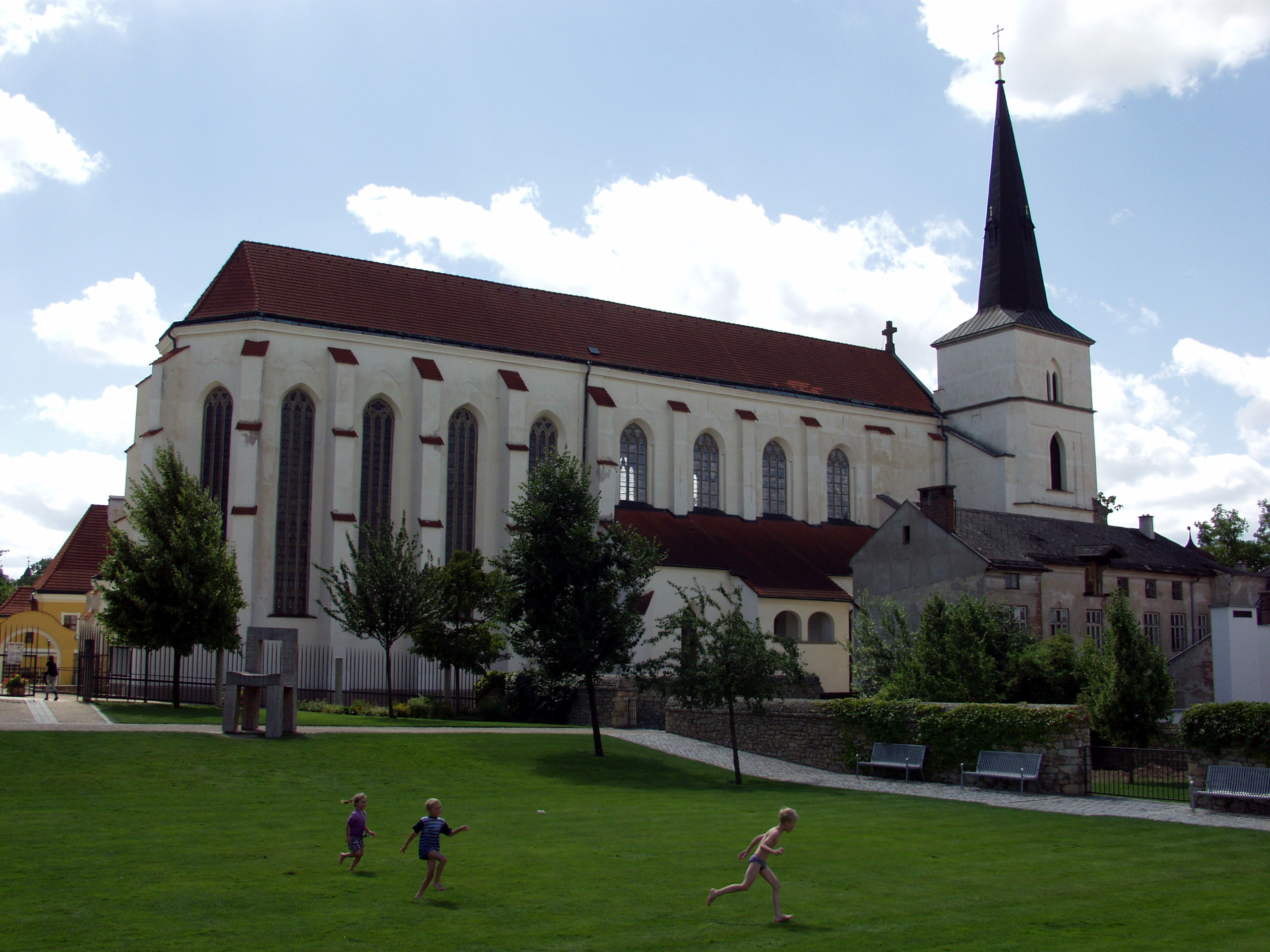
Kościół augustianów
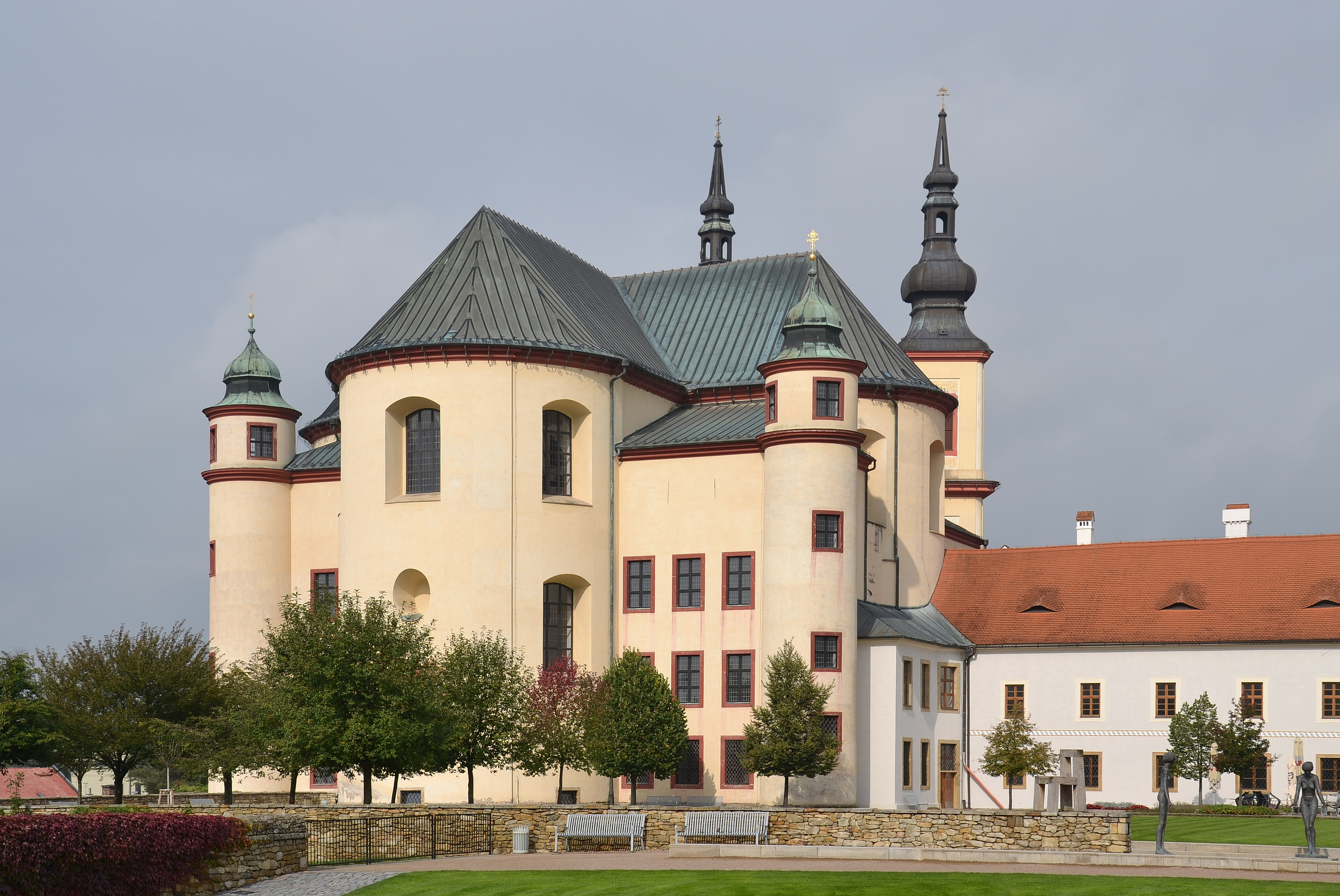
Kościół i klasztor pijarów
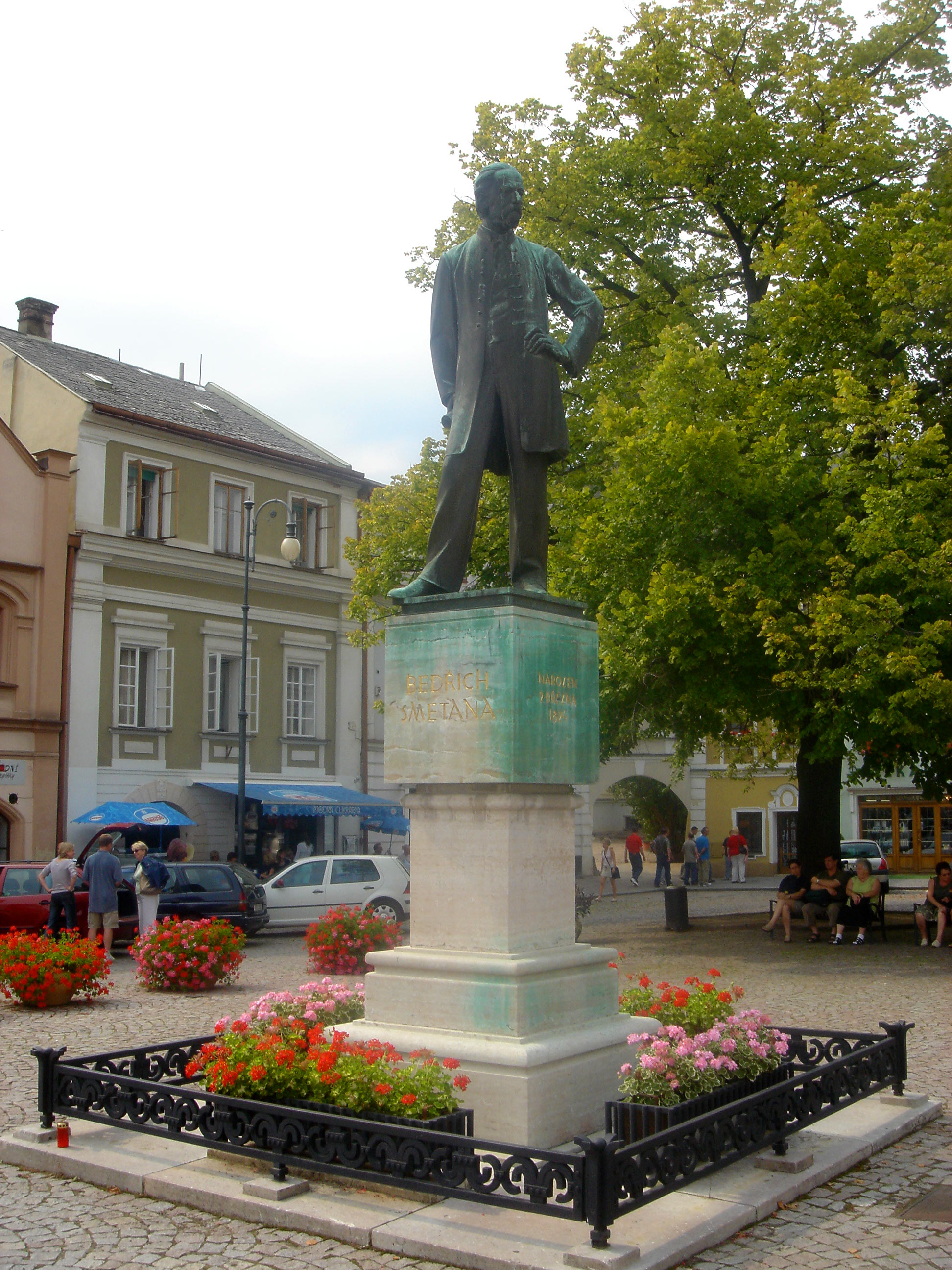
Pomnik Bedřicha Smetany
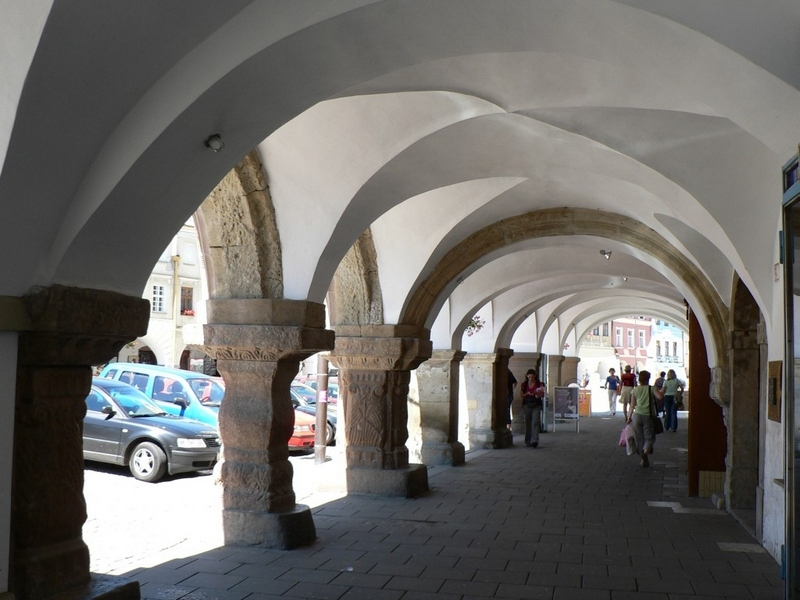
Stary Rynek